# Donald décorateur
Pour plus de détails, voir Fiche technique et Distribution.
Donald décorateur (Inferior Decorator) est un dessin animé de la série des Donald Duck produit par Walt Disney pour RKO Radio Pictures, sorti le 27 août 1948.

## Synopsis
Une abeille est en train de voler autour des fleurs du jardin de Donald, lorsqu'elle aperçoit le papier, couvert de fleurs, que celui-ci appose sur les murs de sa maison.

## Fiche technique
- Titre original : Inferior Decorator
- Titre français : Donald décorateur[1]
- Série : Donald Duck
- Réalisateur : Jack Hannah
- Scénario : Lee Morehouse et Bill Moore
- Animateur : Volus Jones, Bill Justice, Dan MacManus, Ray Patin
- Layout : Yale Gracey
- Background : Thelma Witmer
- Musique : Oliver Wallace
- Voix : Clarence Nash (Donald)
- Producteur : Walt Disney
- Société de production : Walt Disney Productions
- Distributeur : RKO Radio Pictures
- Pays de production :  États-Unis
- Langue originale : anglais
- Format : couleur (Technicolor) – 35 mm – 1,37:1 – mono (RCA Photophone)
- Genre : dessin animé
- Durée : 6 minutes
- Date de sortie :
  - États-Unis : 27 août 1948[2]

## Voix françaises
- Sylvain Caruso : Donald Duck

## Titre en différentes langues
D'après IMDb :
- Suède : Kalle Anka på tapeten